# Letni Puchar Kontynentalny kobiet w skokach narciarskich 2010
Letni Puchar Kontynentalny kobiet w skokach narciarskich 2010 – 3. edycja Letniego Pucharu Kontynentalnego kobiet, która rozpoczęła się 14 sierpnia 2010 na skoczni Ochsenkopfschanze w Bischofsgrün, a zakończyła 1 października 2010 na skoczni Ještěd w Libercu. Cykl składał się z 11 konkursów.

## Zwycięzcy

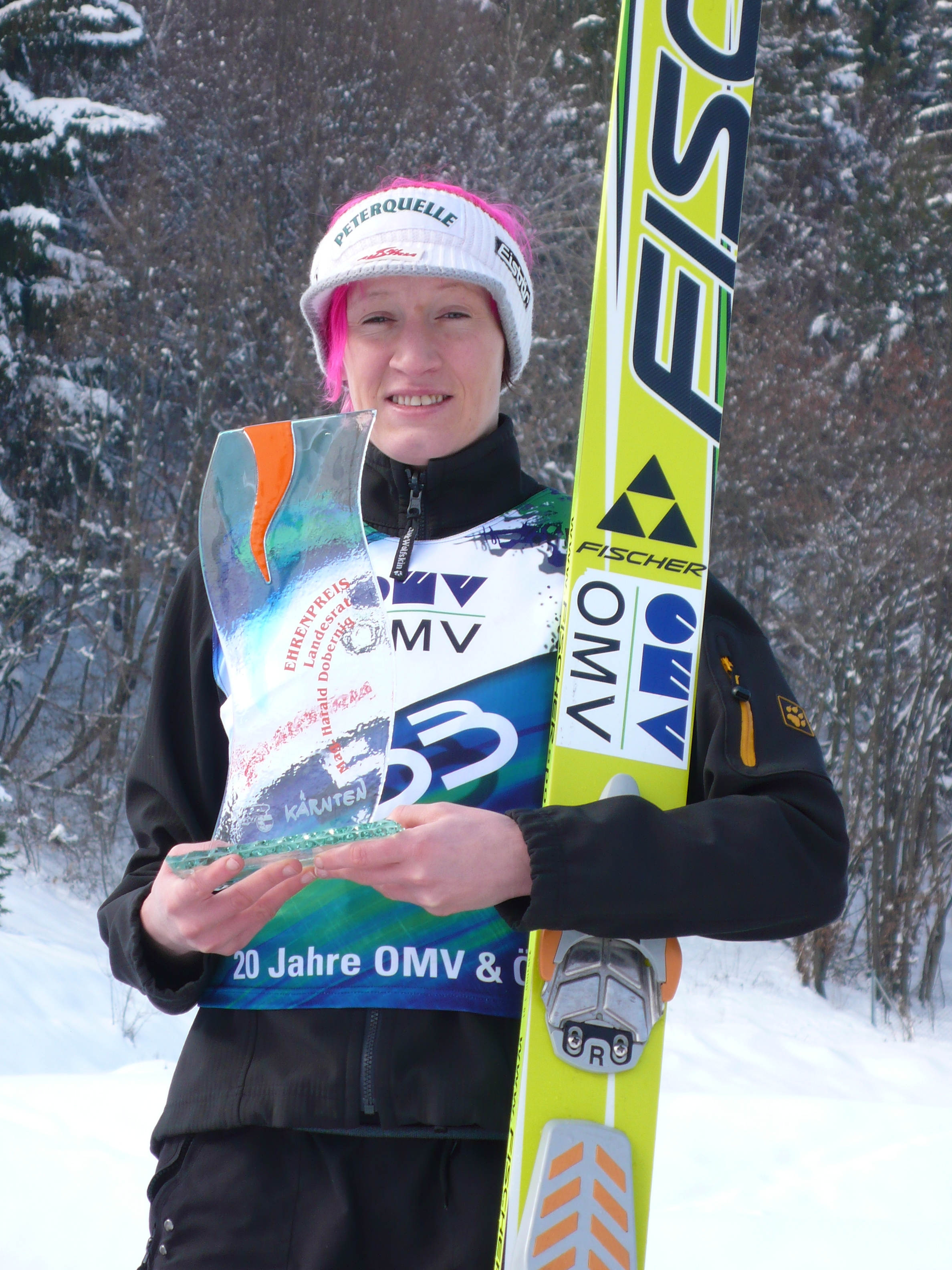
Daniela Iraschko – zwyciężczyni klasyfikacji generalnej

## Kalendarz i wyniki
| Lp.                                                           | Data                                                          | Miejscowość                                                   | HS                                                            | Uwagi                                                         | 1. miejsce                 | 2. miejsce                 | 3. miejsce                 |
| ------------------------------------------------------------- | ------------------------------------------------------------- | ------------------------------------------------------------- | ------------------------------------------------------------- | ------------------------------------------------------------- | -------------------------- | -------------------------- | -------------------------- |
| 1.                                                            | 14 sierpnia 2010                                              | Bischofsgrün                                                  | HS-71                                                         | –                                                             | Jenna Mohr                 | Abby Hughes                | Sarah Hendrickson          |
| 2.                                                            | 15 sierpnia 2010                                              | Bischofsgrün                                                  | HS-71                                                         | –                                                             | Sarah Hendrickson          | Sara Takanashi             | Anna Häfele                |
| 3.                                                            | 20 sierpnia 2010                                              | Oberwiesenthal                                                | HS-106                                                        | –                                                             | Jacqueline Seifriedsberger | Coline Mattel              | Sarah Hendrickson          |
| 4.                                                            | 21 sierpnia 2010                                              | Oberwiesenthal                                                | HS-106                                                        | –                                                             | Jacqueline Seifriedsberger | Coline Mattel              | Yūki Itō                   |
| 5.                                                            | 11 września 2010                                              | Lillehammer                                                   | HS-100                                                        | –                                                             | Daniela Iraschko           | Jacqueline Seifriedsberger | Jessica Jerome             |
| 6.                                                            | 12 września 2010                                              | Lillehammer                                                   | HS-100                                                        | –                                                             | Daniela Iraschko           | Coline Mattel              | Line Jahr                  |
| 7.                                                            | 18 września 2010                                              | Oslo                                                          | HS-106                                                        | –                                                             | Daniela Iraschko           | Coline Mattel              | Jacqueline Seifriedsberger |
| 8.                                                            | 19 września 2010                                              | Oslo                                                          | HS-106                                                        | –                                                             | Daniela Iraschko           | Coline Mattel              | Juliane Seyfarth           |
| 9.                                                            | 25 września 2010                                              | Falun                                                         | HS-98                                                         | –                                                             | Daniela Iraschko           | Lindsey Van                | Jessica Jerome             |
| 10.                                                           | 26 września 2010                                              | Falun                                                         | HS-98                                                         | –                                                             | Daniela Iraschko           | Jacqueline Seifriedsberger | Lindsey Van                |
| 11.                                                           | 1 października 2010                                           | Liberec                                                       | HS-100                                                        | –                                                             | Elena Runggaldier          | Jacqueline Seifriedsberger | Line Jahr                  |
| Letni Puchar Kontynentalny kobiet 2010 – klasyfikacja końcowa | Letni Puchar Kontynentalny kobiet 2010 – klasyfikacja końcowa | Letni Puchar Kontynentalny kobiet 2010 – klasyfikacja końcowa | Letni Puchar Kontynentalny kobiet 2010 – klasyfikacja końcowa | Letni Puchar Kontynentalny kobiet 2010 – klasyfikacja końcowa | Daniela Iraschko           | Jacqueline Seifriedsberger | Coline Mattel              |

## Statystyki indywidualne
| Zawodniczka | Bischofsgrün | Bischofsgrün | Oberwiesenthal | Oberwiesenthal | Lillehammer | Lillehammer | Oslo    | Oslo    | Falun   | Falun   | Liberec |
| Austria | Austria      | Austria      | Austria        | Austria        | Austria     | Austria     | Austria | Austria | Austria | Austria | Austria |
| --- | ------------ | ------------ | -------------- | -------------- | ----------- | ----------- | ------- | ------- | ------- | ------- | ------- |
| Clara Gritsch | 58           | 59           | –              | –              | –           | –           | –       | –       | –       | –       | –       |
| Chiara Hölzl | 47           | 52           | –              | –              | –           | –           | –       | –       | –       | –       | –       |
| Daniela Iraschko | –            | –            | –              | –              | 1           | 1           | 1       | 1       | 1       | 1       | –       |
| Katharina Keil | –            | –            | 30             | 28             | 32          | 29          | 24      | 24      | –       | –       | –       |
| Michaela Kranzl | 57           | 53           | –              | –              | –           | –           | –       | –       | –       | –       | –       |
| Verena Pock | 56           | 58           | –              | –              | –           | –           | –       | –       | –       | –       | –       |
| Elisabeth Raudaschl | 54           | 54           | –              | –              | –           | –           | –       | –       | –       | –       | –       |
| Cornelia Roider | –            | –            | 32             | 41             | 31          | 34          | 30      | 27      | –       | –       | –       |
| Sonja Schoitsch | 44           | 47           | –              | –              | –           | –           | –       | –       | –       | –       | –       |
| Jacqueline Seifriedsberger | –            | –            | 1              | 1              | 2           | dsq         | 3       | 5       | 5       | 2       | 2       |
| Lisa Wiegele | 61           | 57           | –              | –              | –           | –           | –       | –       | –       | –       | –       |
| Czechy |              |              |                |                |             |             |         |         |         |         |         |
| Natálie Dejmková | –            | –            | –              | –              | –           | –           | –       | –       | –       | –       | 33      |
| Michaela Doleželová | 29           | 35           | 21             | 14             | 25          | 25          | 36      | 33      | –       | –       | 22      |
| Lucie Míková | 41           | 44           | 40             | 42             | –           | –           | –       | –       | –       | –       | 27      |
| Vladěna Pustková | 28           | 34           | 36             | 34             | –           | –           | –       | –       | –       | –       | 24      |
| Finlandia |              |              |                |                |             |             |         |         |         |         |         |
| Julia Kykkänen | –            | –            | –              | –              | 25          | 19          | 23      | 35      | 11      | 15      | –       |
| Francja |              |              |                |                |             |             |         |         |         |         |         |
| Julia Clair | 24           | 31           | 12             | 18             | 36          | 9           | 37      | 23      | –       | –       | –       |
| Caroline Espiau | 40           | 41           | –              | –              | 37          | 34          | 42      | 41      | –       | –       | –       |
| Léa Lemare | 33           | 19           | 27             | 27             | 30          | 26          | 37      | 27      | –       | –       | –       |
| Coline Mattel | 11           | 9            | 2              | 2              | 4           | 2           | 2       | 2       | –       | –       | –       |
| Coralie Taillard | 49           | 45           | 45             | 40             | –           | –           | –       | –       | –       | –       | –       |
| Holandia |              |              |                |                |             |             |         |         |         |         |         |
| Lara Thomae | 41           | 43           | 44             | 45             | –           | –           | 43      | 42      | 25      | 23      | –       |
| Wendy Vuik | 37           | 38           | 33             | 39             | –           | –           | 32      | 37      | 22      | 20      | 28      |
| Japonia |              |              |                |                |             |             |         |         |         |         |         |
| Yūki Itō | 4            | 6            | 6              | 3              | 10          | 4           | 10      | 15      | 19      | 10      | 13      |
| Yoshiko Kasai | 22           | 16           | 23             | 21             | 16          | 8           | 39      | 13      | 15      | 19      | 19      |
| Sara Takanashi | 5            | 2            | 4              | 5              | 16          | 13          | 6       | 21      | 13      | 6       | 8       |
| Ayumi Watase | 14           | 4            | 15             | 10             | 7           | 16          | 19      | 16      | 9       | 12      | 6       |
| Niemcy |              |              |                |                |             |             |         |         |         |         |         |
| Katharina Althaus | 36           | 50           | –              | –              | –           | –           | –       | –       | –       | –       | –       |
| Melanie Faißt | 10           | 7            | 25             | 22             | 12          | 14          | 20      | 6       | 4       | 8       | 9       |
| Ulrike Gräßler | 21           | 36           | 8              | 6              | 5           | 18          | 20      | 9       | –       | –       | 13      |
| Elisa Gronau | 51           | 48           | –              | –              | –           | –           | –       | –       | –       | –       | –       |
| Melanie Häckert | 45           | 46           | –              | –              | –           | –           | –       | –       | –       | –       | –       |
| Anna Häfele | 6            | 3            | 29             | 17             | 21          | 24          | 40      | 25      | 17      | 18      | –       |
| Pauline Heßler | 55           | 61           | –              | –              | –           | –           | –       | –       | –       | –       | –       |
| Lucienne Höppner | 39           | 39           | –              | –              | –           | –           | –       | –       | –       | –       | –       |
| Jenna Mohr | 1            | 15           | 9              | 8              | 9           | 21          | 16      | 31      | 12      | 24      | 18      |
| Sarah Pöppel | 34           | 40           | –              | –              | –           | –           | –       | –       | –       | –       | –       |
| Anna Rupprecht | 12           | 12           | –              | –              | –           | –           | –       | –       | –       | –       | –       |
| Debora Schmidt | 59           | 55           | –              | –              | –           | –           | –       | –       | –       | –       | –       |
| Magdalena Schnurr | 50           | 31           | –              | –              | –           | –           | –       | –       | –       | –       | –       |
| Franziska Schubert | 38           | 33           | 43             | 43             | –           | –           | –       | –       | –       | –       | –       |
| Juliane Seyfarth | 32           | 24           | 18             | 4              | 20          | 11          | 32      | 3       | 6       | 13      | 10      |
| Ramona Straub | 7            | 22           | 13             | 24             | –           | –           | –       | –       | –       | –       | 21      |
| Svenja Würth | 24           | 28           | 24             | 30             | –           | –           | –       | –       | –       | –       | 26      |
| Veronika Zobel | 43           | 37           | –              | –              | –           | –           | –       | –       | –       | –       | –       |
| Norwegia |              |              |                |                |             |             |         |         |         |         |         |
| Gyda Enger | –            | –            | –              | –              | 22          | 28          | 22      | 36      | 18      | 8       | 20      |
| Line Jahr | –            | –            | 7              | 15             | 7           | 3           | 12      | 7       | 7       | 5       | 3       |
| Jenny Synnøve Hagemoen | –            | –            | –              | –              | dsq         | 39          | –       | –       | 23      | 24      | –       |
| Silje Karlengen | –            | –            | –              | –              | 40          | 37          | 44      | 44      | –       | –       | –       |
| Maren Lundby | –            | –            | –              | –              | 34          | 31          | 28      | 32      | 10      | 10      | 29      |
| Anette Sagen | –            | –            | 31             | 31             | 29          | 27          | 9       | 19      | –       | –       | –       |
| Silje Sprakehaug | –            | –            | 38             | 36             | 32          | 29          | 27      | 29      | 15      | 16      | 23      |
| Synne Steen Hansen | –            | –            | –              | –              | 35          | 32          | 31      | 34      | 20      | 16      | –       |
| Rosja |              |              |                |                |             |             |         |         |         |         |         |
| Irina Taktajewa | 30           | 27           | 42             | 34             | 38          | 36          | 41      | 40      | 21      | 21      | –       |
| Wiktorija Waskina | 60           | 60           | –              | –              | –           | –           | –       | –       | –       | –       | –       |
| Anastasija Wieszczikowa | 52           | 56           | –              | –              | –           | –           | –       | –       | –       | –       | –       |
| Marija Zotowa | 46           | 29           | 33             | 44             | 39          | 38          | 45      | 43      | 24      | 26      | –       |
| Rumunia |              |              |                |                |             |             |         |         |         |         |         |
| Daniela Vasilica Haralambie | dsq          | dsq          | –              | –              | –           | –           | –       | –       | 26      | 22      | 32      |
| Słowenia |              |              |                |                |             |             |         |         |         |         |         |
| Urša Bogataj | 17           | 10           | 25             | 37             | –           | –           | –       | –       | –       | –       | –       |
| Eva Logar | 14           | 14           | 10             | 18             | 28          | 23          | 14      | 12      | –       | –       | 5       |
| Manja Pograjc | –            | –            | –              | –              | –           | –           | –       | –       | –       | –       | 30      |
| Špela Rogelj | 17           | 13           | 20             | 26             | 13          | 15          | 7       | 11      | –       | –       | 11      |
| Anja Tepeš | 27           | 30           | 33             | 29             | –           | –           | –       | –       | –       | –       | 16      |
| Maja Vtič | 16           | 21           | 5              | 11             | 24          | 20          | 29      | 26      | –       | –       | 12      |
| Stany Zjednoczone |              |              |                |                |             |             |         |         |         |         |         |
| Avery Ardovino | 23           | 26           | 36             | 31             | –           | –           | –       | –       | –       | –       | –       |
| Sarah Hendrickson | 3            | 1            | 3              | 9              | –           | –           | –       | –       | –       | –       | –       |
| Abby Hughes | 2            | 5            | 28             | 23             | 13          | 10          | 13      | 14      | 14      | 14      | –       |
| Jessica Jerome | –            | –            | –              | –              | 3           | 5           | 4       | 4       | 3       | 4       | –       |
| Alissa Johnson | 13           | 8            | 19             | 7              | 22          | 17          | 7       | 20      | 8       | 7       | –       |
| Nina Lussi | –            | –            | –              | –              | –           | –           | –       | –       | –       | –       | 17      |
| Lindsey Van | –            | –            | –              | –              | 6           | 6           | 5       | 10      | 2       | 3       | –       |
| Szwajcaria |              |              |                |                |             |             |         |         |         |         |         |
| Bigna Windmüller | 9            | 25           | 22             | 25             | 16          | dsq         | 11      | –       | –       | –       | –       |
| Sabrina Windmüller | 19           | 20           | 10             | 20             | 19          | 32          | 26      | 17      | –       | –       | –       |
| Włochy |              |              |                |                |             |             |         |         |         |         |         |
| Roberta D’Agostina | 26           | 17           | 17             | 16             | –           | –           | 24      | 30      | –       | –       | 15      |
| Lisa Demetz | 19           | 11           | 16             | 13             | 15          | 12          | 18      | 8       | –       | –       | 4       |
| Veronica Gianmoena | 53           | 49           | 46             | 46             | –           | –           | –       | –       | –       | –       | –       |
| Evelyn Insam | 31           | 22           | 14             | 12             | 27          | 22          | 14      | 18      | –       | –       | 7       |
| Elena Runggaldier | 8            | 18           | –              | –              | 11          | 7           | 16      | 22      | –       | –       | 1       |
| Simona Senoner | 35           | 42           | 41             | 33             | –           | –           | 32      | 39      | –       | –       | 31      |
| Barbara Stuffer | 48           | 51           | 39             | 38             | –           | –           | 35      | 37      | –       | –       | 25      |
| Legenda |              |              |                |                |             |             |         |         |         |         |         |
| 1-3 4-30 poniżej 30 dns – Zawodniczka nie wystartowała w konkursie. dsq – Zawodniczka została zdyskwalifikowana w konkursie głównym. – – Zawodniczka niezgłoszona do konkursu. |              |              |                |                |             |             |         |         |         |         |         |

## Klasyfikacja generalna
| Źródło  | Źródło                     | Źródło  | Źródło |
| Miejsce | Zawodniczka                | Występy | Punkty |
| ------- | -------------------------- | ------- | ------ |
| 1.      | Daniela Iraschko           | 6       | 600    |
| 2.      | Jacqueline Seifriedsberger | 8       | 590    |
| 3.      | Coline Mattel              | 8       | 503    |
| 4.      | Sara Takanashi             | 11      | 397    |
| 5.      | Yūki Itō                   | 11      | 366    |
| 6.      | Line Jahr                  | 9       | 347    |
| 7.      | Jessica Jerome             | 6       | 315    |
| 8.      | Lindsey Van                | 6       | 291    |
| 9.      | Ayumi Watase               | 11      | 279    |
| 9.      | Melanie Faißt              | 11      | 279    |
| 11.     | Jenna Mohr                 | 11      | 273    |
| 12.     | Abby Hughes                | 10      | 256    |
| 13.     | Juliane Seyfarth           | 11      | 251    |
| 14.     | Sarah Hendrickson          | 4       | 249    |
| 15.     | Alissa Johnson             | 10      | 238    |
| 16.     | Elena Runggaldier          | 7       | 229    |
| 17.     | Lisa Demetz                | 10      | 204    |
| 18.     | Ulrike Gräßler             | 9       | 200    |
| 19.     | Špela Rogelj               | 9       | 176    |
| 20.     | Eva Logar                  | 9       | 171    |
| ...     |                            |         |        |